# André Tassin
André Tassin (* 23. Februar 1902 in Arras, Département Pas-de-Calais; † 12. Juli 1986 in Reims) war ein französischer Fußballtorhüter.

## Karriere

### Verein
Tassin spielte ab 1929 für den Racing Club de France. Ein Jahr später stand er mit Racing im französischen Pokalfinale gegen den FC Sète. Tassin verletzte sich, so dass der Stürmer Henri Ozenne ab der 73. Spielminute für ihn zwischen die Pfosten musste. Nachdem Racing kurz vor Schluss in Führung gegangen war, gelangen Sète noch der Ausgleichstreffer sowie zwei weitere Tore in der Verlängerung.
1934 verließ er den Hauptstadtverein und wechselte zum AC Amiens, von wo er nach nur einer Saison zu Stade Reims weiterzog. Dort beendete er 1936 seine aktive Laufbahn.

### Nationalmannschaft
Bei der Weltmeisterschaft 1930 in Uruguay wurde Tassin als zweiter Torhüter hinter Alex Thépot in das französische Aufgebot berufen, ohne ein Länderspiel bestritten zu haben. Im ersten Gruppenspiel gegen Mexiko verletzte sich Thépot und konnte nicht mehr weiterspielen. Da Auswechslungen damals noch nicht erlaubt waren, musste Feldspieler Augustin Chantrel ab der 26. Minute das französische Tor hüten. In den beiden folgenden Partien gegen Argentinien und Chile stand Thépot wieder zwischen den Pfosten.
Im Jahr 1932 kam André Tassin in fünf Spielen für die "Équipe Tricolore" zum Einsatz.